# Lineus linearis
Lineus linearis är en djurart som tillhör fylumet slemmaskar, och som beskrevs av Montagu 1808. Lineus linearis ingår i släktet Lineus och familjen Lineidae. Inga underarter finns listade i Catalogue of Life.